# TVGE
История;
Канал был основан в 20 июля 1968 года, как территориальный центр г. Televisión Española.
В своей первой трансляции выступил Испанский лидер Франсиско Франко с обращением народу Экваториальной Гвинеи.
После обретения независимости TVGE вступил в конфликт с новыми властями из за того что они показывали «расистские программы».
Так как канал до сих пор принадлежал RTVE и еще произошёл экономический кризис между Испанией и Экваториальной Гвинеей в 1969 году.
Новое правительство Экваториальной Гвинеи потребовало от Испании пожертвовать все объекты, которые территориальный центр RTVE имел в Экваториальной Гвинее, или пожертвовать его экономическую ценность. (из 2 миллионов песеты), но Испания отказалась.
Из за этого новый президент Франсиско Масиас Нгема запретил трансляцию части передач с Мадрида поскольку для правительства это была «империалистическая пропаганда».
С другой стороны, территориальные новости, которые TVE выпускала для страны, подверглись жесткой цензуре со стороны нового Министерства внутренних дел Экваториальной Гвинеи.
В конце концов, TVE закроет свой территориальный центр, который освещает страну по телевидению. Вскоре после этого его трансляции возобновились как Televisión Nacional de Guinea Ecuatorial (Национальное телевидение Экваториальной Гвинеи), но окончательно прекратит работу в 1973 г.
Из за незаинтересованности правительства и игнорирование требований нескольких испанских электриков. Которые все еще эксплуатировали его под наблюдением Экваториальной Гвинеи и которые в конечном итоге покинули страну.
Во время диктатуры Макиаса TVGE обычно транслировало кадры своих туров по стране и народных собраний. После ухода испанских техников Масиас хотел вернуть телевидение в нужное русло с помощью Кубинской техники, но отремонтировать поврежденный материал было невозможно.
TVGE не будет восстановлено до 1979 г., после государственный переворот, известный как Гольпе-де-ла-Либертад (Хит свободы). Технические специалисты RTVE также участвовали в восстановлении в рамках политики сотрудничества, инициированной Испанией с Экваториальной Гвинеей после переворота.
В 2009 году канал подвергся критике со стороны правительства Экваториальной Гвинеи за неисправности, представленные в его передачах, для которых были подписаны соглашения о сотрудничестве по обучению персонала с Испанией и Китаем, а также инвестиции в новую штаб-квартиру и закупку оборудования с целью повышение качества его программирования. Кроме того, он также подвергся критике со стороны оппозиции за предполагаемое предвзятое отношение к правительству.
С 31 мая 2011 года его международная передача достигает всех Европы, некоторые страны в Северной Африка, до Среднего Востока, Центральной Азии и часть Гренландии (Заморская территория Дании) через спутник W3A компании Eutelsat. Он также транслируется на Северной и Южной Америка через спутник Telstar 12. В 2016 году его передачи идут по всей Америку официально начинается через спутник Hispasat 1E.